# Monostola asiatica
Monostola asiatica là một loài bướm đêm trong họ Noctuidae.